# Marcin Mięciel
Marcin Mięciel (Gdynia, Polonia, 22 de diciembre de 1975) es un exfutbolista polaco que jugaba como delantero.

## Selección nacional
Ha sido internacional con la Selección de fútbol de Polonia, ha jugado 5 partidos internacionales y ha anotado 1 gol.

## Clubes
| Club                     | País     | Año       |
| ------------------------ | -------- | --------- |
| Lechia Gdańsk            | Polonia  | 1990-1993 |
| Hutnik Varsovia          | Polonia  | 1994      |
| Legia Varsovia           | Polonia  | 1994-1995 |
| Łódzki KS                | Polonia  | 1995      |
| Legia Varsovia           | Polonia  | 1995-2001 |
| Borussia Mönchengladbach | Alemania | 2001-2002 |
| Iraklis FC               | Grecia   | 2002-2004 |
| PAOK Salónica FC         | Grecia   | 2004-2007 |
| VfL Bochum               | Alemania | 2007-2009 |
| Legia Varsovia           | Polonia  | 2009-2010 |
| ŁKS Łódź                 | Polonia  | 2010-2012 |
| UKS Łady                 | Polonia  | 2012      |

## Palmarés

### Campeonatos nacionales
| Título                     | Club           | País    | Año       |
| -------------------------- | -------------- | ------- | --------- |
| Ekstraklasa                | Legia Varsovia | Polonia | 1995      |
| Copa de Polonia            | Legia Varsovia | Polonia | 1995      |
| Copa de Polonia            | Legia Varsovia | Polonia | 1997      |
| Supercopa polaca de fútbol | Legia Varsovia | Polonia | 1994      |
| Supercopa polaca de fútbol | Legia Varsovia | Polonia | 1997      |
| I Liga                     | ŁKS Łódź       | Polonia | 2010-2011 |